# Коширино
Коши́рино — старообрядческая деревня в Вязниковском районе Владимирской области России.

## География
Расположена в 3 км к северу от автодороги М-7 и в 10 км от города Вязники.

## История
До 1930-х годов существовала моленная. Старообрядцы принадлежали к беспоповцам федосеевского согласия.
В настоящее время постоянных жителей нет, оставшиеся дома используются под дачи.

## Население
| 1859 | 1926 |
| ---- | ---- |
| 131  | 120  |

| 1859 | 1905 | 1926 | 2002 | 2010 | 2021 |
| ---- | ---- | ---- | ---- | ---- | ---- |
| 131  | ↘125 | ↘120 | ↘2   | ↘0   | ↗1   |

## Известные уроженцы и жители
- Прованов, Григорий Васильевич — Герой Советского Союза.